# Concord (Massachusetts)
Concord è un comune degli Stati Uniti d'America facente parte della contea di Middlesex nello stato del Massachusetts. Nonostante sia una piccola città ha rivestito un ruolo importante nella storia e nella letteratura statunitense.
In ambito storico la città divenne famosa per essere stata teatro della prima vera battaglia della guerra d'indipendenza, la battaglia di Lexington e Concord. Le truppe inglesi, di ritorno da un'operazione di polizia nella città, caddero in un'imboscata sul North Bridge (ponte sopra il fiume Concord) e dovettero ritirarsi subendo pesanti perdite.
In ambito letterario, ricordiamo che la città diede i natali a Henry David Thoreau. Il romanzo Piccole donne di Louisa May Alcott fu ambientato a Concord ed è lì che la scrittrice si stabilì.

## Geografia fisica
Secondo lo United States Census Bureau, la città occupa un'area di 67,1 km². Il 3,75 % (2,5 km²) della superficie totale è coperto da acque interne.
Le città più vicine sono Lowell e Boston nel Massachusetts (distanti rispettivamente 21 e 31 chilometri) e Nashua nel New Hampshire (a 37 chilometri).

## Amministrazione

### Gemellaggi
- Nanae
- Saint-Mandé
- San Marcos
- Torreón
- Baghdad

## Citazioni
La cittadina è comparsa nel videogioco Assassin's Creed 3, oltre a essere presente, in veste di località disastrata dal conflitto nucleare, nell'universo di Fallout 4 nonché  nel romanzo, ed omonimi film:  Piccole donne, di Louisa May Alcott, quale località  di origine della famiglia March.